# فرقة المنصورية
أصحاب أبي منصور العجلي، عدّهم المؤرخون من فرق أهل البدع الذين ينتسبون إلى دين الإسلام ولا يعدّون في زمرة المسلمين وذلك لأنهم ينكرون القيامة والجنّة والنار. ودكر الإسفراييني أن عادتهم الخنق يستحلّون خنق مخالفيهم. زعم زعيمهم أبو منصور العجلي أنه عُرِّج به إلى السماء وأن الله تعالى مسح بيده على رأسه وقال له يا بنى بلغ عنى ثم أنزله. وادّعى أنّ الميتة والدم ولحم الخنزير والخمر والميسر وغير ذلك من المحارم حلال. وقف يوسف ابن عمر الثقفى، وكان قدأتى العراق في زمانه، على عورات المنصورية فأخذ أبا منصور العجلى وصلبه. ذكر الأشعري في المقالات أنّ أبا منصور قال: «آل محمد هم السماء، والشيعة هم الأرض، وأنّه هو الكسف الساقط من بني هاشم». وأبو منصور هذا رجل من بني عجل، زعم أن عيسى أوّل من خلق الله من خلقه ثم عليّ، وأنّ رسل الله سبحانه لا تنقطع أبداً، وكفر بالجنة والنار وزعم أن الجنّة رجل وأن النار رجل، واستحلّ النساء والمحارم، وأحلّ ذلك لأصحابه. وزعم أنّ الميتة والدم ولحم الخنزير والخمر والميسر وغير ذلك من المحارم حلال، وقال: لم يحرم الله ذلك علينا ولا حرم شيئاً تقوى به أنفسنا وإنّما هذه الأشياء أسماء رجال حرم الله سبحانه ولا يتهم وتأول في ذلك قوله تعالى: «ليس على الذين آمنوا وعملوا الصالحات جناح فيما طعموا» وأسقط الفرائض وقال: هي أسماء رجال أوجب الله ولايتهم.